# Aliénor (bande dessinée)
Pour les articles homonymes, voir Aliénor.
Aliénor est une série de bande dessinée d'aventure humoristique écrite par Brrémaud, dessinée par Donald et mise en couleurs par Paolo Lamanna. Soleil en a publié deux volumes au début des années 2000 avant de l'interrompre.

## Albums
- Aliénor, Soleil :

1. Le Bracelet de Malte, 2003  (ISBN 2-84565-469-3)[1].
2. Les Alchimistes de Byzance, 2005  (ISBN 2-84946-086-9)[2].